# Langer Donnerstag
Der Lange Donnerstag, kurz LaDo, bezeichnet am Wochentag Donnerstag gegenüber anderen Wochentagen verlängerte Öffnungs- und Geschäftszeiten von Läden, Behörden oder Einrichtungen wie Museen. Von 1989 bis 1996 war der lange Donnerstag in der Bundesrepublik Deutschland im Speziellen eine Lockerung des Ladenschlussgesetzes, wobei der Ladenschluss von 18.30 Uhr auf 20.30 Uhr verlegt wurde. Behörden sind auch donnerstags meist nicht länger als bis 18.00 Uhr geöffnet.

## Geschichte
Von Januar 1957 bis September 1989 sah das Ladenschlussgesetz vor, dass alle Läden montags bis freitags von 7.00 Uhr bis 18.30 Uhr und samstags von 7.00 Uhr bis 14.00 Uhr geöffnet sein durften. Ausgenommen hiervon waren Einrichtungen wie Apotheken, Bahnhofsgeschäfte, Gaststätten, Kioske oder Tankstellen. Schon ab Juli 1957 konnte man zusätzlich am ersten Samstag im Monat bis 18.00 Uhr einkaufen („langer Samstag“).  
Im Oktober 1989 erfolgte eine Lockerung durch Einführung des Dienstleistungsabends, an dem die Geschäfte bis 20.30 Uhr geöffnet sein durften. Der erste lange Donnerstag fand am 5. Oktober 1989 statt; nach der Liberalisierung durften die Geschäfte ab 1. November 1996 zwischen 6.00 Uhr und 20.00 Uhr geöffnet bleiben. Die Geschäfte durften (im Gegensatz zu den anderen Wochentagen, an denen um 18:30 Uhr geschlossen werden musste, samstags um 14:00 Uhr) nun an Donnerstagen (außer Feiertagen und Gründonnerstag) bis 20:30 Uhr öffnen. Der lange Donnerstag fand zunächst im Einzelhandel statt und dehnte sich später auf den Dienstleistungssektor (Kreditinstitute, Friseure usw.) und Behörden aus. Die Mitarbeiter dieser Wirtschaftszweige nannten ihn – wegen der verlängerten Arbeitszeit – umgangssprachlich Schlado als Kofferwort aus „Scheiß langer Donnerstag“. In manchen Regionen wie z. B. im Ruhrgebiet hieß er auch Scheilado. 
Im Juni 1996 beschloss der Bundestag unter anderem, dass ab 1. November 1996 die Geschäfte montags bis freitags von 6:00 bis 20:00 Uhr öffnen durften; der lange Donnerstag, der am 31. Oktober 1996 zum letzten Mal stattfand, entfiel. 
Seit 2003 durfte auch samstags bis 20.00 Uhr geöffnet werden.
Durch den Übergang des Bundesrechts auf das Landesrecht am 1. September 2006 ergab sich eine weitere Liberalisierung, denn in 12 von 16 Bundesländern liegt inzwischen die Öffnungszeit werktags bei 24 Stunden.  

## Anzahl der langen Donnerstage
Im Zeitraum Oktober 1989 bis Oktober 1996 gab es insgesamt 370 Donnerstage, aber nicht an allen durfte bis 20:30 Uhr geöffnet werden.
Am Gründonnerstag (12. April 1990, 28. März 1991, 16. April 1992, 8. April 1993, 31. März 1994, 13. April 1995, 4. April 1996) durfte nur bis 18:30 Uhr geöffnet werden. Am 24. Dezember 1992 (Heiliger Abend) durfte nur bis 14:00 Uhr geöffnet werden.
Am beweglichen Feiertag Christi Himmelfahrt (24. Mai 1990, 9. Mai 1991, 28. Mai 1992, 20. Mai 1993, 12. Mai 1994, 25. Mai 1995, 16. Mai 1996), sowie an den festen bundesweiten Feiertagen, die auf einen Donnerstag fielen (3. Oktober 1991, 26. Dezember 1991, 3. Oktober 1996) mussten die Geschäfte bundesweit geschlossen bleiben.
Am beweglichen Feiertag Fronleichnam (14. Juni 1990, 30. Mai 1991, 18. Juni 1992, 10. Juni 1992, 2. Juni 1994, 15. Juni 1995, 6. Juni 1996), sowie an den festen regionalen Feiertagen, die auf einen Donnerstag fielen (1. November 1990, 8. August 1991, 15. August 1991, 31. Oktober 1991, 6. Januar 1994, 8. August 1996, 15. August 1996, 31. Oktober 1996) mussten die Geschäfte dort geschlossen bleiben, wo die Feiertage begangen wurden.
Somit gab es in Westdeutschland je nach Landesteil zwischen 339 (Augsburg) und 352 (Nordwestdeutschland, West-Berlin) lange Donnerstage.